# Grauzaunkönig
Der Grauzaunkönig (Cantorchilus griseus) ist eine Vogelart aus der Familie der Zaunkönige (Troglodytidae), die in Brasilien endemisch ist. Der Bestand wird von der IUCN als nicht gefährdet (Least Concern) eingeschätzt. Die Art gilt als monotypisch.

## Merkmale
Der Grauzaunkönig erreicht eine Körperlänge von etwa 11,5 cm. Er hat einen unauffälligen weißlichen Augenstreif, graue Ohrdecken mit undeutlichen dunkleren Sprenkeln. Der Oberkopf und die Oberseite sind gleichmäßig bleigrau. Die Handschwingen und die Armschwingen sind schwärzlich grau an den Innenfahnen, matt bleigrau an den Außenfahnen mit undeutlichen dunkleren Streifen. Die matt grauen Steuerfedern sind von breiten schwärzlichen Binden durchzogen. Das Kinn und die Kehle sind weißlich grau, die Brust grau und der hintere Bauchbereich etwas gelbbraungrau. Die Augen sind braun, der Oberschnabel schwärzlich, der Unterschnabel matt hornfarben und die Beine matt blaugrau. Beide Geschlechter ähneln sich.

## Verhalten und Ernährung
Es liegen keine Daten zur Nahrung des Grauzaunkönigs vor. Bei der Futtersuche ist er meist in Paaren oder Familiengruppen in verworrenem Unterholz unterwegs.

## Lautäußerungen
Der Gesang des Grauzaunkönigs besteht wiederholten Phrasen von zwei bis drei Tönen, die wie tschu-tschau oder tschippit, tschippit klingen. Diese werden mit den Wiederholungen lauter und sind einfacher in ihrer Art und Weise als es sonst üblich ist bei dieser Gattung. Es ist nicht klar, ob beide Geschlechter singen.

## Fortpflanzung
Die Brutbiologie des Grauzaunkönigs ist bisher nicht erforscht bzw. es wurde nicht publiziert.

## Verbreitung und Lebensraum

Verbreitungsgebiet des Grauzaunkönigs (grün)

Der Grauzaunkönig bevorzugt verworrenes Unterholz sowie die Ränder von Várzea-Landschaft und bewachsene Lichtungen. Er bewegt sich in Höhenlagen bis 200 Metern. So findet man ihn im Südwesten der Bundesstaates Amazonas am Rio Javari, am Oberlauf des Rio Juruá und am Oberlauf des Rio Purus.

## Migration
Es wird vermutet, dass der Grauzaunkönig ein Standvogel ist.

## Etymologie und Forschungsgeschichte
Die Erstbeschreibung des Grauzaunkönigs erfolgte 1925 durch Walter Edmond Clyde Todd unter dem wissenschaftlichen Namen Thryophilus griseus. Das Typusexemplar wurde von Samuel Milton Klages (1875–1957) bei Hyutanahan am Rio Purus gesammelt. 2006 führte Nigel Ian Mann, Frederick Keith Barker, Jefferson Alden Graves, Kimberly Anne Dingess-Mann und Peter James Bramwell Slater die für die Wissenschaft neue Gattung Cantorchilus ein. Dieser Name leitet sich von »cantus« für »Lied« und »orkhilos ορχιλος« für »Zaunkönig« ab. Der Artname »griseus, griseum, grisius« ist das lateinische Wort für »grau«.
Aufgrund seiner morphologischen Merkmale könnte der Grauzaunkönig eine eigene Gattung bilden, doch sind weitere Forschungen erforderlich um diese Vermutung zu bestätigen.